# Залзала (острво)
Залзала (арап. Zalzala Jazeera جزيرة زلزلة — „острво земљотреса“) острво је у Арабијском мору недалеко од обале Пакистана, које је настало након снажног земљотреса који је погодио ову област 24. септембра 2013. године. Удаљено је око 600 метара од обале, мале је површине и видљиво је голим оком из луке Гвадар.

## Одлике
Залзала је састављена претежно од земље и дугачка је 100—120 метара и широка око 300 метара. просечна висина је од 6—9 метара, а највиша тачка се издиже на 12 метара изнад површине воде. Стучњаци Океанографског института су утврдили присуство гаса метана, који избија из земље, па се сматра да је једним делом ово и блатни вулкан. Острво је настало, тј. изронило је из воде након разорног земљотреса од 7,7 Рихтера који је погодио пакистанску покрајину Белуџистан.